# Cambronne-lès-Clermont

Cambronne-lès-Clermont este o comună în departamentul Oise, Franța. În 1 ianuarie 2022 avea o populație de 1.179 de locuitori.